# Hexapodidae
Super-famille
Famille
Les Hexapodidae sont une famille de crabes, la seule de la super-famille des Hexapodoidea. Elle comprend 21 espèces actuelles et 25 fossiles dans 15 genres dont deux fossiles.

## Liste des genres
Selon World Register of Marine Species (30 juin 2016) :
- genre Hexalaughlia Guinot, 2006
- genre Hexapinus Manning & Holthuis, 1981
- genre Hexaplax Doflein, 1904
- genre Hexapus De Haan, 1835
- genre Lambdophallus Alcock, 1900
- genre Latohexapus J.-F. Huang, Hsueh & Ng, 2002
- genre Mariaplax Rahayu & Ng, 2014
- genre Paeduma Rathbun, 1897
- genre Parahexapus Balss, 1922
- genre Pseudohexapus Monod, 1956
- genre Rayapinus Rahayu & Ng, 2014
- genre Spiroplax Manning & Holthuis, 1981
- genre Stevea Manning & Holthuis, 1981
- genre Thaumastoplax Miers, 1881
- genre Theoxapus Rahayu & Ng, 2014
- genre Tritoplax Manning & Holthuis, 1981
- genre † Goniocypoda Woodward, 1867
- genre † Palaeopinnixa Vía, 1959

## Référence originale
- Miers, 1886 : Report on the Brachyura collected by H.M.S. Challenger during the years 1873–1876. Zoology Report on the Scientific Results of the Voyage of H.M.S. Challenger During the Years 1873–76 Under the Command of Captain George S. Nares, R.N., F.R.S. and the Late Captain Frank Tourle Thomson, R.N. Wyville Thomson, C. and J. Murray, vol. 17, p. 1–362.

## Sources
- Ng, Guinot & Davie, 2008 : Systema Brachyurorum: Part I. An annotated checklist of extant brachyuran crabs of the world. Raffles Bulletin of Zoology Supplement, n. 17 p. 1–286.
- De Grave & al., 2009 : A Classification of Living and Fossil Genera of Decapod Crustaceans. Raffles Bulletin of Zoology Supplement, n. 21, p. 1-109.